# 糜竺
糜 竺（び じく）は、中国後漢末期から三国時代蜀漢の政治家。字は子仲。徐州東海郡朐県（江蘇省連雲港市）の人。妹は糜夫人（劉備の夫人）。弟は糜芳。子は糜威。孫は糜照。本来の姓は縻（または靡）と読まれるという。

## 生涯
糜竺の先祖は代々利殖に励み、家は非常に裕福であった。蓄財を重ねた結果、下僕1万人を抱え、巨億の資産を有していたという。陶謙に招かれ、別駕従事の職にあった。興平元年（194年）、陶謙の死後に遺命を奉じて、小沛に駐屯していた劉備を徐州牧に迎えた。
建安元年（196年）、劉備が袁術と抗争し出陣した際、劉備の留守につけ込んだ呂布は下邳を奪い、劉備の妻子を捕虜にした。劉備は広陵に軍を移動させていたが、糜竺は妹を劉備の夫人として差し出すとともに、自らの財産から下僕2千人と金銀貨幣を割いて劉備に与えた。劉備はこのお蔭で再び勢力を盛り返すことができた。
劉備が曹操を頼った時、糜竺は曹操に評価され、上奏により嬴郡太守の地位を与えられた。
また、糜芳にも彭城相の地位(『後漢書』続漢志郡国　8県の郡国)が授けられた。しかし劉備が曹操に叛くと、糜竺兄弟もそれに従い各地を流浪した。
劉備はやがて荊州の劉表を頼ることを考え、糜竺を挨拶の使者に赴かせている。糜竺は左将軍従事中郎に任命された。
劉備が益州を得ると安漢将軍に任命された。糜竺は軍師将軍の諸葛亮より席次を上にされた。劉備に古くから付き従った家臣である孫乾や簡雍よりも上位であったという。柿沼陽平は、先に自らの下僕や財産を提供して窮地の劉備を救ったことが、劉備の寵愛を受けた理由であろうと推測している。
糜芳は関羽とともに荊州を任されていたが、建安24年（219年）、職務怠慢を詰られたことから呉に内通し、その軍を迎え入れた。このため荊州に呉軍が侵攻し、関羽は敗死してしまった。糜竺は処罰を請うため自身に縄を打って出頭した。兄弟の罪に連座することはないと劉備に宥められたが、剛直な彼の怒りは収まることがなく、そのまま発病して1年程で亡くなったという。
章武元年（221年）、劉備の皇帝即位時にはまだ存命であり、上奏した群臣の中に「安漢将軍糜竺」の名がある。

## 人物・一族
温和で誠実・善良な人柄であったが、人を御するのには長じていなかったため、高く礼遇されたものの一度も軍を率いることはなかった。一方で弓馬に長け、子や孫まで皆がその道の達人だったという。子の糜威は虎賁中郎将となり、孫の糜照は虎騎監となった。
麋竺および麋氏については儒教では低く見られた商人の大富豪であるという見方がある一方で、徐州東海麋氏は単なる商業豪族ではないとする見方もある。「麋竺・糜芳之同族、東海朐人也」とされ、魏のもとで平楽太守（原文では楽平太守）となった春秋学の学者の麋信に加えて、魏の散騎常侍麋元、西晋の東海王司馬越の兵を率いた督護の麋晃、東晋の督護の麋嶷といった人物も東海朐県の麋氏に属する可能性が高く、麋氏は儒学・文学に通じた人物や官僚を輩出する地方名族であったことになる。何より、麋竺自身が名士や才人が招聘されることが多い州の別駕従事という地位に就いており、陶謙から遺命を託される人物であった。

## 評価
楊戯が著した『季漢輔臣賛』では、糜竺・糜芳ともに讃えられているが、糜竺は字（糜子仲）で表されているのに対し、糜芳はそのまま（呼び捨て）である。これは「糜芳は裏切り者」であることを示している、と解釈されている。

## 伝説・伝承
『捜神記』には、天の使いが糜竺の家に火事が起こることを前もって知らせたため、難を逃れたという話が収録されている。
糜竺が徐州に所有していた広大な農場では、後世になると糜竺は神として祭られた。『太平寰宇記』巻22に引く『水経注』佚文によれば、朐県にある鬱洲島の島民は、全て糜竺が使っていた農奴の子孫である。同じく牛欄村という村は、元々は糜竺所有の荘園・牧場であったという。これらの住民達の間では糜竺を「糜郎」と呼び祭っており、住民が新たに嫁を取る際は「必ず糜郎の神前に見せなければならない、そうしなければ祟りをなす」とまでいわれているため、厳格にこの伝統を守っているという。
『花関索伝』では糜芳とともに関羽を裏切り、花関索によって殺害されている。